# Silivri
Silivri je okrožje in mesto na obali Marmarskega morja v turški provinci Istanbul. V okrožju je veliko počitniških hiš meščanov Carigrada. Župan Silivrija je Özcan Işıklar (CHP).
Silivri na vzhodu meji na okrožje Büyükçekmece, na severu na Çatalco, na zahodu na okrožji Çorlu in Marmara Ereğli, na severozahodu na Çerkezköy in na jugu na Marmarsko morje. S površino 760 km2 je za Çatalco drugo največje okrožje v provinci Istanbul. Upravno središče okrožja je mesto Silivri.
V okrožje spada 8 mest in 18 vasi s 155.923 prebivalci (2013). Mesto Silivri ima 75.702 prebivalca. 
Leta 2008 je bil 9 km zahodno od Silivrija zgrajen nejsodobnejši in največji evropski zapor. 

## Zgodovina
Silivri, antična Selimbrija ali Selivrija (grško Σηλυ(μ)βρία), je bila pomemben zaradi naravnega pristanišča ob pomembni trgovski poti. Bil je kolonija Megare na 56 m visokem hribu vzhodno od zaliva. Arheološke raziskave so pokazale, da je bilo pred grško kolonijo na tem mestu tračansko naselje. 
Po Strabonu je ime mesta sestavljeno iz imena mitološkega ustanovitelja mesta Selusa in besede "bria", ki so jo Tračani uporabljali za "polis" (mesto), čeprav je imela drug pomen.
Silivri je rojstno mesto zdravnika Herodika. Leta 351 pr. n. št. je bil zaveznik Aten. Do druge polovice 2. stoletja pr. n. št. je bil neodvisno mesto, potem pa je za nekaj stoletij prišel pod oblast sosednjega Bizanca in Perinta. V rimskem obdobju se je iz mesta pretvoril v skromno vas. V zgodnjem 5. stoletju se je med vladanjem bizantinskega cesarja Arkadija (377–408) po njegovi ženi Eliji Evdoksiji preimenoval v Evdoksiopolis (grško  Εὐδοξιόπολις), vendar se ime ni prijelo. Leta 805 je mesto oplenil bolgarski kan Krum. V poznem 9. stoletju je cesar Mihael III. Pijanec na vrhu hriba zgradil trdnjavo, ki je bila v bizantinskem obdobju stalna tarča napadov saracenskih gusarjev in Rusov. Trdnjava je zdaj v ruševinah. Po četrti križarski vojni, padcu Konstantinopla leta 1204  in ustanovitvi Latinskega cesarstva, je prišla v latinske roke, nato v bolgarske, ponovno v latinske in nazadnje leta 1247 v roke Nikejskega cesarstva. Slednje je leta 1261 osvojilo tudi Konstantinopel in obnovilo Bizantinsko cesarstvo. 
Leta 1346 so osmanski Turki postali zavezniki kandidata za bizantinski prestol Ivana VI. Kantakuzena in mu pomagali v borbi proti njegovemu nasprotniku Ivanu V. Paleologu. Isto leto se je sultan Orhan I. v Selimbriji poročil s Teodoro, hčerko Ivana VI.
Leta 1399 so Selimbrijo zasedli Osmani in s tem sklenili obroč okoli Konstantinopla, s čimer so ga odrezali od evropskega zaledja. Veliko takratnih opazovalcev je bilo prepričanih, da je padec Konstantinopla samo še vprašanje časa. Takojšen napad na Konstantinopel so preprečili Mongoli, ki so na vzhodu napadli Osmansko cesarstvo. Po težkih porazih v vojni s Timur Lenkom leta 1403 so Turki Selimbrijo in več drugih posesti vrnili Bizantincem. Kasneje so jo večkrat napadli, vendar je niso osvojili. Med obleganjem Konstantinopla leta 1453 sta se Selimbrija in Epibat postavila proti osmanski vojski in se vdala šele po padcu prestolnice. 
V osmanskem obdobju se je začela Selimbrija širiti izven mestnega obzidja šele. Grki, Armenci in Judje so še vedno živeli znotraj obzidja, Turki pa so gradili hiše izven njega ob morski obali. Nemuslimani so se ukvarjali predvsem z vinogradništvom, vinarstvom in svilarstvom, Turki pa so bili ribiči in proizvajalci jogurta. Mesto je bilo tudi v osmanskem času poletno turistično središče. 
Arhitekt Mimar Sinan je na ukaz sultana Sulejmana Veličastnega malo zahodno od Silivrije leta 1562 zgradil kamnit most s 33 loki. Imenuje se "Uzunköprü" (slovensko Dolgi most) in še vedno stoji. Eden od lokov je zaradi naplavin zasut.
Pred prvo svetovno vojno je nekaj silivrijskih Judov emigriralo v Camagüey, Kuba. 5. februarja 1878 so Silivri za en mesec okupirali Rusi, 16. novembra 1912 pa Bolgari in ga obdržali do 30. maja 1913.
Med prvo svetovno vojno se je zaradi poslabšanja razmer izselilo veliko sefardskih Judov. Večina je odšla v Združene države Amerike, predvsem v New York in Seatle. Drugi so se odselili v Palestino, Francijo in  Južno Ameriko.
Po sklenitvi Sevreškega mirovnega sporazuma, je Silivri 20. julija 1920 pripadel Grčiji. Po umiku grška vojske so mesto skladno z Mundanjskim mirovnim sporazumom 22. oktobra 1922 zasedli Italijani. Nazadnje je 1. novembra 1922 Silivri zasedla turška vojska. V letih  1923–1926 je spadal v provinco Çatalca in zatem v provinco Istanbul.

## Pobratena mesta
- Ajtos, Bolgarija
- Câmpina, Romunija
- Nesviž, Belorusija
- Stari Grad, Sarajevo, Bosna in Hercegovina

## Galerija
- Spomenik zgodovinskemu prodajalcu jugurta
- Sodobni del mesta
- Marina in promenada
- Stadion Müjdat Gürsu